# Genki Haraguchi
Genki Haraguchi (原口 元気, Haraguchi Genki, Kumagaya,  9 mei 1991) is een Japans voetballer die doorgaans op het middenveld speelt. Hij verruilde Union Berlin in januari 2023 voor VfB Stuttgart. Haraguchu debuteerde in 2011 in het Japans voetbalelftal.

## Clubcarrière
Haraguchi doorliep de jeugdopleiding van Urawa Red Diamonds. Hiervoor debuteerde hij op 14 maart 2009 in de J1 League, tegen Kashima Antlers. Hij groeide dat jaar meteen uit tot basisspeler. Die status verloor hij in 2010, maar heroverde hij in 2011. Hij speelde in 5,5 jaar 167 competitiewedstrijden voor Kashima Antlers en meer dan 200 in totaal.
Haraguchi verhuisde in juli 2014 naar Hertha BSC. Dat was in 2013 gepromoveerd naar de Bundesliga. Het bleek zijn eerste van een reeks Duitse clubs. Hij wisselde in zijn eerste jaar bij Hertha basisplaatsen af met reservebeurten en groeide in 2015/16 uit tot stabiele basisspeler. Hij maakte op 14 maart 2015 zijn eerste doelpunt in Duitse dienst, de 2–1 tegen Schalke 04 (eindstand 2–2). Nadat hij in zijn eerste seizoen op doelsaldo boven de degradatiestreep eindigde met Hertha, werden ze in 2015/16 zevende en in 2016/17 zesde. Haraguchi mocht zo in 2017/18 zijn eerste wedstrijden in de Europa League spelen. Coach Pál Dárdai had hem dat jaar een stuk minder nodig dan voorheen. Hertha verhuurde hem in januari 2018 voor een halfjaar aan Fortuna Düsseldorf, op dat moment actief in de 2. Bundesliga.
Haraguchi verruilde Hertha BSC in juli 2018 voor Hannover 96. Hiermee degradeerde hij dat seizoen naar de 2. Bundesliga. Hij speelde daarna in twee jaar tijd 66 wedstrijden op het tweede niveau. Union Berlin haalde hem in juli 2021 vervolgens transfervrij terug naar de Bundesliga. Haraguchi fungeerde ook in zijn eerste jaar in Berlijn voornamelijk als basisspeler. Zijn ploeggenoten en hij werden in 2021/22 vijfde in de Bundesliga. Dat was voor hem persoonlijk de hoogste notering in zijn carrière. Het betekende voor hem ook een rentree in de Europa League. Zijn speeltijd nam in de eerste seizoenshelft van 2022/23 wel af. Hij verhuisde daarop in januari 2023 naar VfB Stuttgart.

## Interlandcarrière
Haraguchi debuteerde op 7 oktober 2011 in het Japans voetbalelftal. Bondscoach Alberto Zaccheroni liet hem toen een helft spelen in een oefeninterland tegen Vietnam. Hij zat daarna regelmatig hele wedstrijden op de bank en soms helemaal niet bij de selectie. Zijn tweede en derde interlands volgden op 21 en 28 juli 2013, tijdens het Oost-Aziatisch kampioenschap voetbal 2013. Het duurde daarna weer bijna twee jaar voor bondscoach Vahid Halilhodzic Haraguchi zijn vierde wedstrijd voor de nationale ploeg liet spelen. Japan en hij wonnen toen met 4–0 in een oefeninterland tegen Irak. Hij maakte zelf het laatste doelpunt, zijn eerste als international. Haraguchi behoorde vanaf dat moment jarenlang vrijwel altijd tot de Japanse selectie.
Bondscoach Akira Nishino nam Haraguchi bijna zeven jaar na zijn eerste interland mee naar het WK 2018. Hierop was hij basisspeler in drie van de vier duels die zijn ploeg speelde. Hij schoot Japan op 0–1 in de achtste finale tegen België, maar zijn teamgenoten en hij verloren daarna alsnog met 3–2. Haraguchi en het Japanse team bereikten een half jaar later de finale van het Aziatisch kampioenschap voetbal 2019. Hij maakte tijdens dat toernooi het enige doelpunt in een groepswedstrijd tegen Oman en scoorde ook in de halve finale tegen Iran. Zijn ploeggenoten en hij verloren in de finale van Qatar.

## Statistieken
| Japans voetbalelftal | Japans voetbalelftal | Japans voetbalelftal |
| Jaar                 | Wed.                 | Dlp.                 |
| -------------------- | -------------------- | -------------------- |
| 2011                 | 1                    | 0                    |
| 2012                 | 0                    | 0                    |
| 2013                 | 2                    | 0                    |
| 2014                 | 0                    | 0                    |
| 2015                 | 8                    | 1                    |
| 2016                 | 9                    | 5                    |
| 2017                 | 9                    | 0                    |
| 2018                 | 11                   | 2                    |
| 2019                 | 13                   | 3                    |
| Totaal               | 53                   | 11                   |